# Bâton de ski

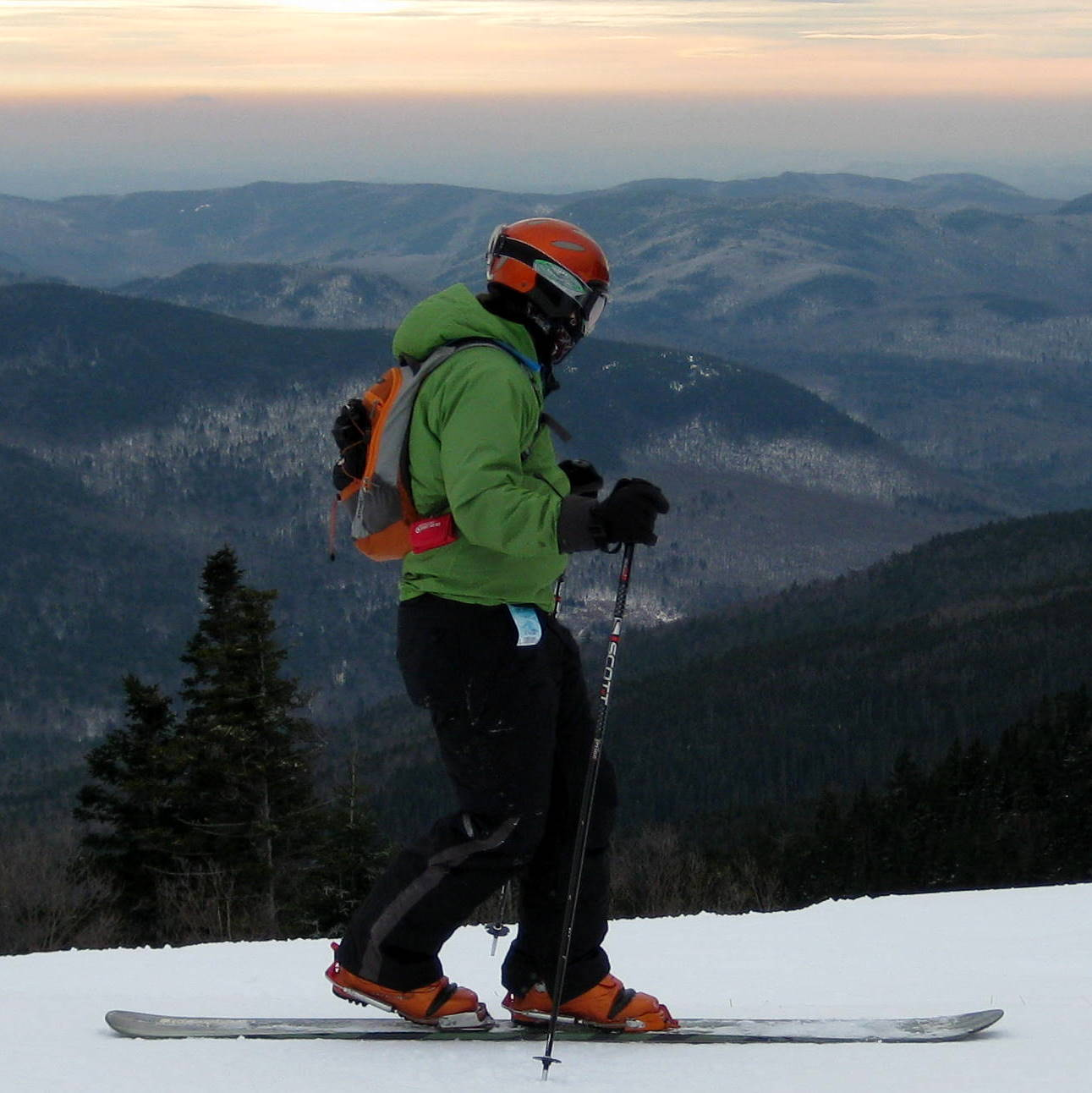
Pratiquant de Teleboard prenant appui sur ses bâtons pour avancer sur terrain plat.

Un bâton de ski permet au skieur de prendre appui sur la neige et participe à son équilibre lors de ses évolutions. Toujours utilisés par paire, les bâtons permettent, selon les disciplines, de prendre appui dans les montées (ski nordique, ski de randonnée) ou lors de conversions (ski alpin, ski de randonnée) ou dans les virages. En effet, le planté de bâton est une phase importante dans le déclenchement du virage, quel que soit le niveau du skieur. Enfin, ils permettent au skieur de garantir sa stabilité, en particulier à vitesse élevée.
Leur importance est capitale dans les neiges poudreuses et profondes afin de prendre appui sans être déséquilibré (ski hors-piste).

## Utilisation
Les bâtons de ski sont aussi utilisés par les randonneurs pédestres afin de prendre appui dans les montées et dans les descentes, ce qui leur permet, notamment, de soulager les genoux. Cette technique s'étant largement répandue dans le milieu de la marche, les bâtons de ski ont progressivement été remplacés par des bâtons techniques spécifiques adaptés à chaque discipline (randonnée pédestre, trail, marché nordique, etc.), mis au point et commercialisés par les grandes enseignes du sport.
Bien que se pratiquant sans bâtons, le débutant à patinettes peut les utiliser pour se donner de l'assurance.